# Vol du cercueil de Philippe Pétain
Vous lisez un « bon article » labellisé en 2018.

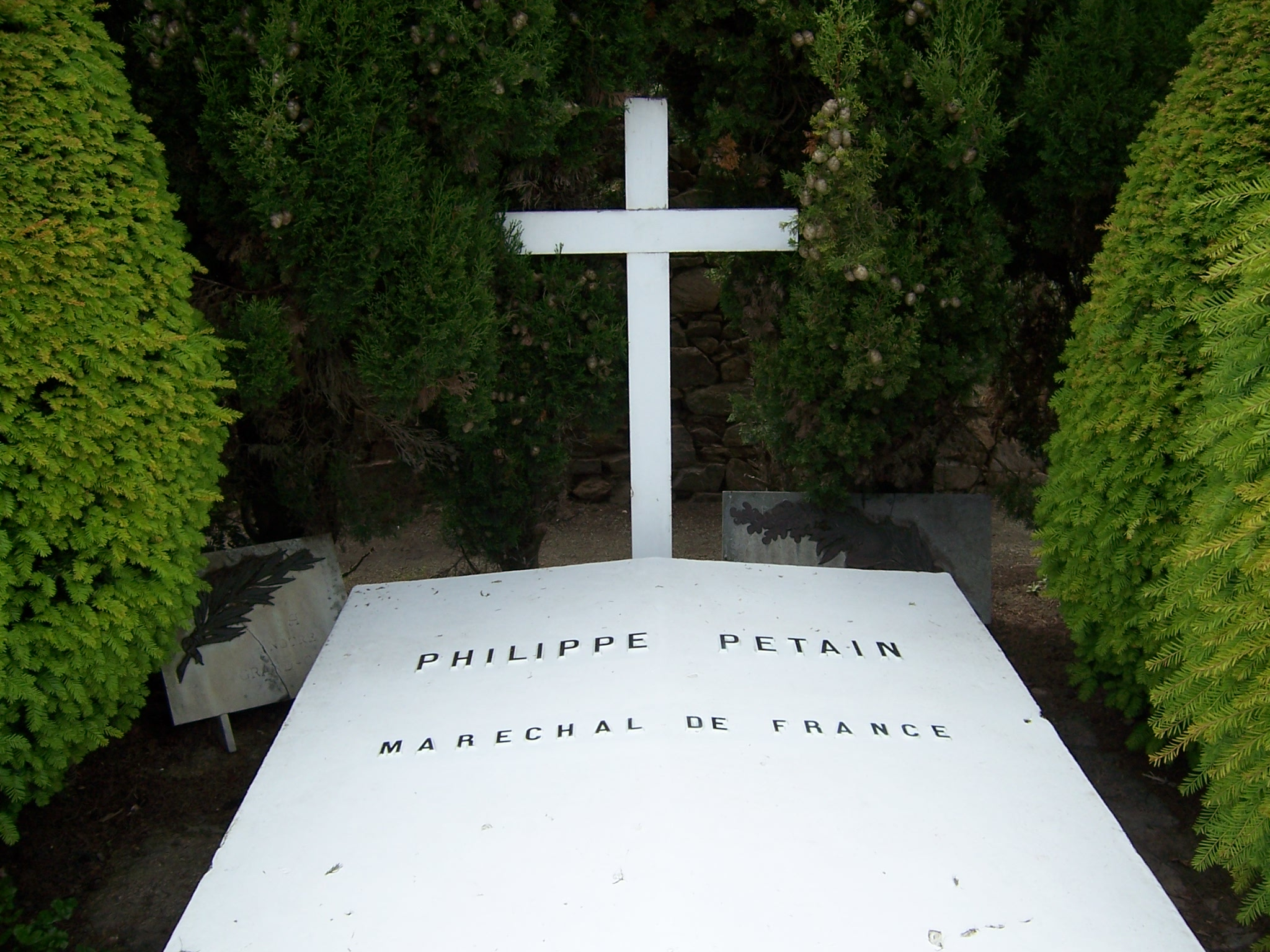
La tombe de Philippe Pétain (en 2008) est une simple dalle de granit blanc surmontée d'une croix de bois et entourée de cyprès et d'ifs.

Le vol du cercueil de Philippe Pétain est commis au cimetière de Port-Joinville à l'île d'Yeu, île côtière atlantique française, dans la nuit du 18 au 19 février 1973. L'opération réalisée par un commando de six hommes proches de l'extrême droite avait pour but de transférer la dépouille du maréchal à l'ossuaire de Douaumont, près de Verdun, ce qui aurait constitué une sorte de « réhabilitation » pour les défenseurs de Philippe Pétain. Le « cerveau » de l'opération est l'avocat et homme politique d'extrême droite Jean-Louis Tixier-Vignancour. Un de ses proches, Hubert Massol, est chargé de sa réalisation, à la tête d'une équipe qu'il forme avec cinq autres personnes.
Différents aléas font échouer l'opération, le cercueil étant retrouvé trois jours plus tard en banlieue parisienne et les principaux protagonistes arrêtés. Le cercueil est inhumé de nouveau dans le cimetière de Port-Joinville dès le 22 février. L'affaire fait pendant trois jours la une des médias français et mobilise fortement les autorités et la police.

## Contexte
Le 15 août 1945, au terme de son procès, le maréchal Philippe Pétain est condamné à mort et à l'indignité nationale. Le général de Gaulle commue sa peine à la réclusion à perpétuité deux jours plus tard. Pétain est d'abord interné au fort du Portalet dans les Pyrénées, puis transféré le 16 novembre 1945 au fort de la Citadelle sur le territoire de la commune de L'Île-d'Yeu. Le 29 juin 1951, eu égard à sa santé, il est assigné à résidence dans la maison privée de Paul Luco (transformée en annexe de l'hôpital militaire de Nantes) de Port-Joinville, le chef-lieu de la commune. Il meurt dans cette maison un mois plus tard, le 23 juillet 1951, puis est inhumé le surlendemain dans le cimetière de la commune, face aux alignements des tombes blanches des marins.
En 1938, Pétain exprime dans son testament son souhait d'être enterré à Verdun. Après sa mort, la translation de sa dépouille est régulièrement réclamée par l'Association pour défendre la mémoire du maréchal Pétain (ADMP), au nom de la « réconciliation nationale ». L'ADMP organise une pétition en mai 1954, soutenue par de très nombreuses associations d'anciens combattants de la Première Guerre mondiale, qui recueille près de 70 000 signatures. Cette demande est systématiquement refusée par les gouvernements français successifs. Selon l'analyse d'Henry Rousso, cette demande de translation de la dépouille vise à faire « oublier le maréchal de 1940 au profit du général de 1916, d'utiliser la mémoire des anciens combattants de la Grande Guerre, pour qui Pétain reste l'homme du « On les aura ! », au profit d'une idéologie ».

## L'opération
Jean-Louis Tixier-Vignancour se rend sur l'île d'Yeu en janvier 1973 pour de premiers repérages, en particulier pour connaître les contraintes des horaires du ferry, La Vendée, liées aux heures de marée. Il met au point l'opération avec Hubert Massol, un de ses adjoints à l'Alliance républicaine pour les libertés et le progrès (ARLP), le parti politique qu'il dirige. Massol recrute une équipe de quatre personnes, à laquelle se joint un artisan funéraire du cimetière parisien de Thiais, connaissance de l'épouse de Tixier-Vignancour, qui doit aider à l'ouverture et la fermeture de la tombe.
La date retenue est la nuit du 18 au 19 février, soit quelques semaines avant les élections législatives de mars, afin que l'opération ait un retentissement maximal et fasse pression sur le pouvoir en place pour une relocalisation de la dépouille de Pétain. Tixier-Vignancour et Massol souhaitent également qu'elle ait lieu avant le 21 février, jour anniversaire du début de la bataille de Verdun.

Renault Estafette avec toit surélevé similaire à celle utilisée par le commando.

Le vendredi précédent, le 16 février, une complice, Solange Boche,, commerçante dans l'Essonne, et Armand Garau, un des membres du commando qui se fait passer pour son mari se rendent sur l'île avec une camionnette de location, une Renault Estafette immatriculée dans les Hauts-de-Seine, par le ferry qui fait la liaison avec le continent. La couverture pour ce déplacement est la vente de vêtements sur le marché qui se tient à Port-Joinville durant le week-end. Le dimanche, les cinq autres membres arrivent sur l'île par le ferry comme simples passagers, laissant leur véhicule dans le port de Fromentine, sur la côte vendéenne, tandis que la commerçante repart discrètement sur le continent sans la camionnette mais accompagnée par Pierre Garau. Une fois sur le continent, ce dernier fait l'aller-retour pour la déposer à la gare avant de revenir sur l'île. Le commando est hébergé à l'hôtel des Voyageurs qui est tenu par Gilles Noleau, un maréchaliste que Tixier-Vignancour a rencontré lors de sa venue en janvier. C'est dans cet hôtel que résidait Annie Pétain, pendant la détention de son mari, l'épouse du maréchal bénéficiant d'un droit de visite quotidien.
Quelques heures après leur arrivée, vers 2 h du matin dans la nuit du dimanche 18 au lundi 19, les six hommes dirigés par Hubert Massol pénètrent avec la Renault Estafette dans le cimetière de Port-Joinville. En à peine une demi-heure, ils ouvrent la tombe du maréchal Pétain et dérobent le cercueil contenant son cadavre. La pierre tombale est remise en place, les joints refaits et les abords ratissés pour enlever les multiples traces de pas et les éclats de ciment dus à l'ouverture de la tombe. Le cercueil, étonnamment bien conservé après plus de vingt ans, est chargé dans l'estafette qui est poussée hors du cimetière, moteur éteint, pour éviter de faire du bruit (la Gendarmerie se trouve juste à côté et certaines de ses fenêtres donnent sur les tombes). L'équipe retourne à l'hôtel et y boit le champagne avec le tenancier. Une heure plus tard, à 4 h du matin, elle embarque avec la camionnette sur le ferry qui quitte le port à la marée haute, une demi-heure après. Arrivés au port de Fromentine, une partie des membres du commando monte dans la voiture qu'ils avaient laissée la veille pour embarquer sur le ferry et les deux véhicules prennent la route.
Le même jour, vers 9 h, l'employé municipal Jean Taraud fait sa ronde quotidienne et se rend sur la tombe du maréchal Pétain pour vérifier son état après les visites du week-end. Il s'aperçoit que les abords de la tombe sont étonnamment propres, mais surtout que les joints de la pierre tombale sont frais. Il prévient immédiatement les gendarmes. Ces derniers alertent alors le préfet de Vendée et le procureur de la République, qui préviennent à leur tour le ministre de l'Intérieur Raymond Marcellin. Préfet et procureur, accompagnés d'un juge d'instruction des Sables-d'Olonne, se rendent sur l'île d'Yeu (le prochain ferry étant trop tardif pour cause de marée, un hélicoptère est mis à leur disposition). Une fois arrivés sur place, ils font ouvrir la tombe du maréchal : le vol est alors établi. Une des premières pistes est celle d'une équipe embarquée sur un bateau provenant de l'Espagne franquiste qui aurait été chargée de la récupération du cercueil. En effet, Michel Dumas a utilisé des journaux espagnols, trouvés par hasard dans la camionnette, pour reboucher l'intérieur du trou fait par la percussion de la barre à mine lors de l'ouverture, faute d'avoir suffisamment de ciment. La piste paraît crédible aux enquêteurs, car l'Espagne abrite alors encore d'anciens collaborateurs français comme Louis Darquier de Pellepoix ou l'ancien dirigeant fasciste belge Léon Degrelle qui avait, en son temps, promis « d'aller libérer le maréchal Pétain ».

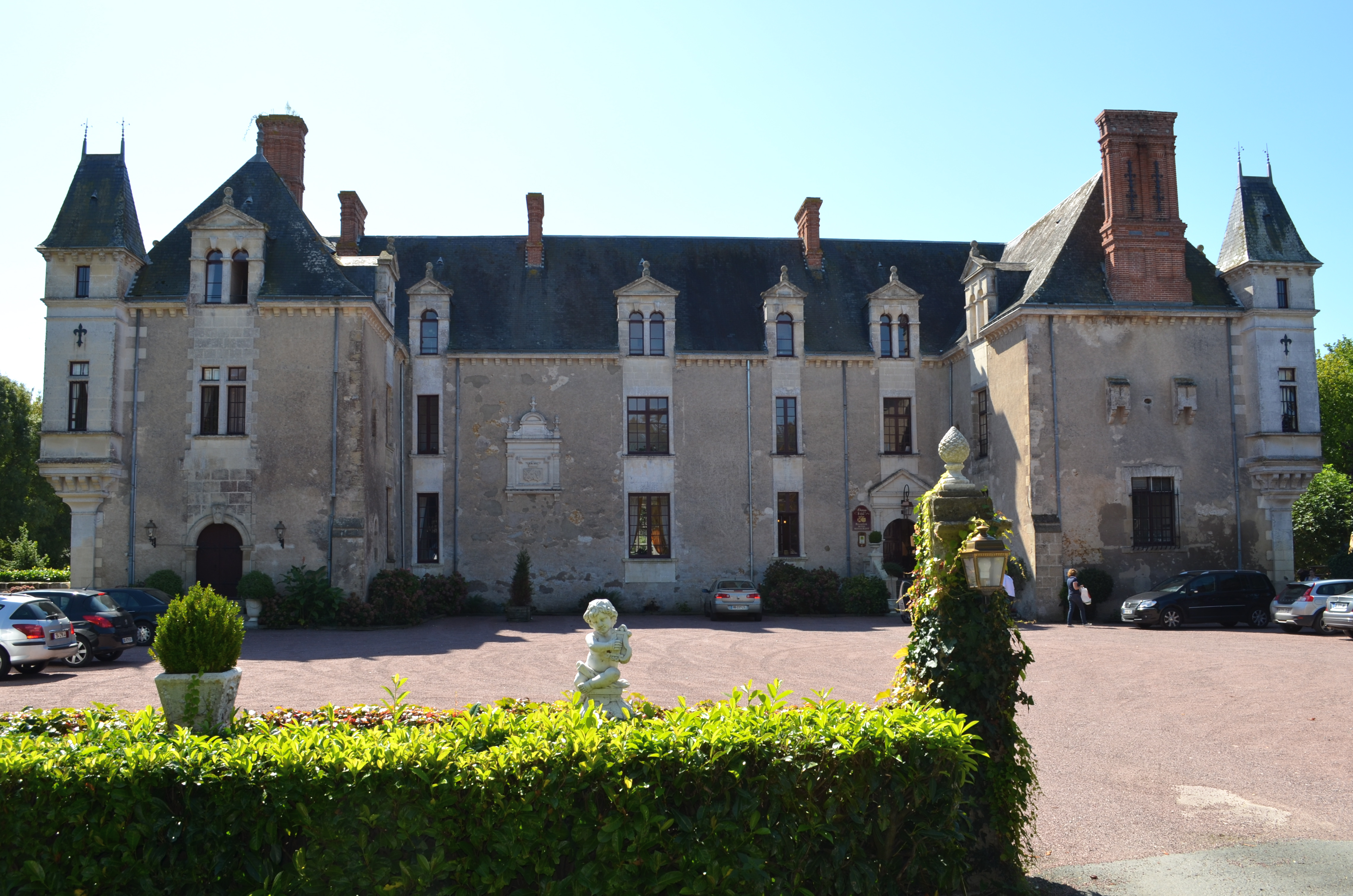
Le château de la Vérie (photo de 2011) où le commando s'arrête.

Au cours de la matinée, le commando s'arrête à côté de Challans en Vendée, au château de la Vérie appartenant à François Boux de Casson (député de Vendée durant l'entre-deux-guerres, François Boux de Casson a été délégué départemental à l'Information sous le régime de Vichy). Selon Massol, il était convenu avec lui que le commando puisse y faire une étape pour se reposer. Selon le journaliste Jacques Derogy, le commando devait également y transférer le cercueil dans un autre véhicule. Cependant, il n'y a personne et après avoir attendu trois heures, le commando repart. À midi, les six hommes s'arrêtent pour déjeuner dans un restaurant sur la route où ils apprennent par la radio que l'enlèvement du cercueil a été découvert. En moins d'une dizaine d'heures, le méfait est ainsi connu. Ils décident d'abandonner leur destination originale, Verdun, trop risquée, et se dirigent alors vers Paris.
Après avoir symboliquement fait descendre l'avenue des Champs-Élysées au cercueil, le commando se sépare. La camionnette est garée boulevard Raspail et Hubert Massol, accompagné de Michel Dumas, s'en va consulter Tixier-Vignancour et constate que son domicile fait déjà l'objet d'une surveillance policière. Le cercueil est ensuite transféré dans un autre véhicule dans le garage d'Armand Garau et Massol va ensuite, seul, cacher le cercueil dans un box en proche banlieue parisienne, à Saint-Ouen, au 30, avenue Gabriel-Péri.

## Arrestation du commando et localisation du cercueil
L'affaire fait la une de la presse et des informations à la radio et à la télévision. Ne voulant pas que cette affaire sensible pollue la campagne électorale, les autorités mettent les moyens pour la résoudre au plus vite. Le ministre de l'Intérieur, en campagne dans sa circonscription du Morbihan, est remonté d'urgence à Paris. La surveillance aux frontières est renforcée. Craignant aussi que le cercueil ne soit enterré secrètement à Verdun, des barrages de gendarmerie sont établis dans la région et la nécropole de Douaumont est surveillée,. À Paris, des policiers déguisés en touristes surveillent même la tombe du Soldat inconnu sous l'Arc de Triomphe. Les médias émettent différentes hypothèses : provocation de l'extrême gauche ou opération de nostalgiques de Pétain mais dans les milieux d'extrême droite, le bruit court que c'est un coup de Tixier-Vignancour.
L'enquête progresse : grâce au relevé des véhicules ayant pris le ferry, la police identifie la camionnette. Celle-ci a été louée à Puteaux, dans les Hauts-de-Seine, avec un permis volé, mais sur le ferry, elle a pris la place réservée à une autre camionnette, immatriculée dans l'Essonne. La police arrive alors à remonter jusqu'à la commerçante, qui est arrêtée chez elle à Étréchy. Interrogée, elle finit par reconnaître qu'elle s'est bien rendue sur l'île pour y vendre des vêtements avec un ami forain, Armand Garau. Sa camionnette étant en panne, le fils de celui-ci, Pierre Garau, leur en a loué une, mais elle déclare ignorer le nom des autres membres du commando. Pierre Garau est localisé et arrêté par la police, mais son père a pris la fuite. La camionnette de location est retrouvée dans le 16e arrondissement de Paris, à l'angle de l'avenue du Général-Mangin et de l'avenue de Lamballe, mais elle ne contient plus que du matériel pour vendre sur les marchés. L'artisan funéraire est également arrêté.
Jacques Isorni, l'avocat de Pétain lors de son procès, se doute que c'est un coup de son « rival » Jean-Louis Tixier-Vignancour. Il lui rend visite au palais de justice de Paris et, dans une discussion houleuse, tente de le convaincre de mettre un terme à l'opération. Ils finissent par se mettre d'accord sur une sortie jugée honorable : obtenir une inhumation temporaire aux Invalides, le temps que le président de la République, Georges Pompidou, se prononce sur une inhumation à Douaumont.
Le mercredi 21 février en fin d'après-midi, Hubert Massol retrouve discrètement Tixier-Vignancour au palais de justice. Se sachant surveillés, ils décident d'en finir : Massol va se dénoncer, mais sans impliquer Tixer-Vignancour, qui doit le défendre à son procès et profiter de celui-ci pour rouvrir le procès du maréchal. Massol convoque immédiatement des journalistes à une conférence de presse improvisée au café Cristal, avenue de la Grande-Armée, pour 18 h, conférence pendant laquelle il indique qu'il est prêt à révéler le lieu où se trouve le cercueil s'il reçoit l'engagement écrit du président de la République que le cercueil va être déposé aux Invalides en attendant sa translation à Douaumont. Peu de temps après, la police fait irruption en force dans le café et arrête Massol. À la suite de son interrogatoire, acculé, il accepte finalement d'indiquer aux policiers l'adresse du box s'il y est accompagné par des journalistes et photographes, ce que le ministre de l'Intérieur, consulté, accepte. Le cercueil est retrouvé à Saint-Ouen peu après minuit le jeudi 22 février, trois jours seulement après son enlèvement.

## Ré-inhumation à l'île d'Yeu
Le cercueil est amené aussitôt en ambulance à l'église de l'hôpital militaire du Val-de-Grâce où, déposé dans une abside et recouvert du drapeau tricolore, il est veillé durant la nuit par une vingtaine de gardes mobiles,. Le matin, à 8 h 30, en présence du préfet de police de Paris, il est convoyé jusqu'à la base aérienne de Villacoublay et ramené en avion militaire puis en hélicoptère Puma à l'île d'Yeu. Après une brève cérémonie religieuse à l'église Notre-Dame-du-Port, à Port-Joinville, le cercueil est replacé dans sa tombe en présence du préfet de Vendée, du procureur de la République, du juge d'instruction, d'anciens combattants et d'une foule de curieux et de journalistes.
Le président de la République Georges Pompidou fait envoyer des fleurs qui sont déposées sur la tombe lors de la ré-inhumation,.

## Suites
Durant ces quelques jours, l'affaire prend l'ampleur d'une affaire d'État, contrastant avec l'apparent amateurisme de l'opération.
Les quelques membres du commando arrêtés sont très brièvement incarcérés à la prison de la Santé. Le juge d'instruction Louis Calvet à qui ils sont présentés aux Sables-d'Olonne le 24 février les inculpe, ainsi que François Boux de Casson, mais les remet en liberté le jour même. Jean-Louis Tixier-Vignancour, non mis en cause par les membres du commando et faute de preuves, n'est pas inquiété (il soutient même ensuite, lors d'un entretien télévisé, n'avoir jamais pu imaginer qu'Hubert Massol était impliqué dans cette affaire). Les membres du commando ne sont jamais jugés. En effet aucune instruction ni procès n'interviennent dans les mois suivants. Selon l'historien Jean-Yves Le Naour, ni la Justice, ni le gouvernement ne souhaitaient un procès qui risquait de devenir politique et de donner une tribune à Tixier-Vignancour. Le délit est couvert, un an plus tard, par l'amnistie collective présidentielle, qui couvre entre autres les délits politiques, décrétée par Valéry Giscard d'Estaing à la suite de son élection à la présidence de la République en mai 1974. Un non-lieu au titre de cette amnistie est prononcé par le juge d'instruction en juillet 1975.

## Les protagonistes
Le « commando » qui procède à l'enlèvement du cercueil est composé de six personnes :
- Hubert Massol (né en 1937[16]) qui recrute et dirige le commando. Dans sa jeunesse, il combat près de trois ans en Algérie, puis fait carrière dans la publicité à son retour[16]. En parallèle, il s'engage en politique, adhérant à l'Alliance républicaine pour les libertés et le progrès (ARLP), le parti de Tixier-Vignancour dont il devient l’un des principaux collaborateurs et pour lequel il a déjà fait quelques coups de main[4] (il est d'ailleurs avant l'opération à l'île d'Yeu sous le coup d'une enquête pour coups et blessures contre un ancien dirigeant de l'ARLP, qui avait fait scission et avait monté son propre parti[16]). Massol indique avoir choisi le parti de Tixier-Vignancour plutôt qu'un autre parti nationaliste en raison de la présence dans son programme de la translation de la dépouille de Pétain à Douaumont[4]. Choisi comme candidat aux législatives de mars 1973 dans la 29e circonscription de Paris dans le 19e arrondissement pour l'ARLP, il y renonce à la suite de l'affaire[12]. Ensuite, il préside l'Association nationale Pétain-Verdun (jusqu'en 1982)[17], et milite au Front national[4], puis au Mouvement national républicain (MNR). Il est ainsi candidat aux élections législatives dans les Hauts-de-Seine, aux élections cantonales dans le canton d'Asnières-sur-Seine-Nord et est élu conseiller municipal d'Asnières-sur-Seine. Il est entre 2009 et 2020 le président de l'Association pour défendre la mémoire du maréchal Pétain (ADMP) ;
- un ancien légionnaire hongrois[4] ;
- un anticommuniste polonais réfugié en France[4], lui aussi ancien légionnaire[9] ;
- Pierre Garau, 40 ans[7], un ancien parachutiste[4] ;
- Armand Garau, 61 ou 65 ans[7], le père du précédent, ancien militaire et mécanicien parisien[18]. C'est lui qui conduit la camionnette[4]. En fuite après l'arrestation de son fils et d'autres membres du commando, il se présente quelques jours plus tard devant le juge d'instruction aux Sables-d'Olonne[18] ;
- Michel Dumas (1932-2015[19]), marbrier professionnel, chargé d'ouvrir et refermer le tombeau[4]. Tixier-Vignancour l'aurait connu par son épouse, celle-ci, se rendant régulièrement sur la tombe de sa gouvernante enterrée au cimetière parisien de Thiais[4], ayant sympathisé avec lui. Lors du trajet vers Paris, dans la camionnette, il grave avec son laguiole ses initiales « MD » sur le cercueil[4]. Pendant son interrogatoire au quai des Orfèvres, la Police le confond en lui présentant une des quatre cartes postales qu'il avait envoyées depuis l'île d'Yeu[4]. Il publie en 2004 La Permission du maréchal : trois jours en maraude avec le cercueil de Pétain, un livre racontant l'opération[Note 4].

D'autres personnes sont impliquées dans l'opération :
- Jean-Louis Tixier-Vignancour (1907-1989), avocat réputé et personnalité de l'extrême droite française, le cerveau de l'opération mais qui n'est pas inquiété faute de preuves ;
- Gilles Noleau, le propriétaire de l'hôtel des Voyageurs à Port-Joinville. Il accueille les membres du commando le dimanche après-midi avant l'opération (leur faisant visiter le petit musée privé à la gloire du maréchal[4] créé dans son hôtel)[4] et à nouveau quelques heures après l'opération, avant qu'ils ne reprennent le ferry à 4 h du matin ;
- Solange Boche, 38 ans[7], la commerçante de banlieue parisienne qui sert d'alibi pour faire venir une camionnette sur l'île, la première à avoir été arrêtée[4] ;
- François Boux de Casson (1908-1981), adjoint au maire de Challans et député conservateur de Vendée durant l'entre-deux-guerres, il est délégué départemental à l'information sous le régime de Vichy. Le château de la Vérie, près de Challans, appartient à sa famille depuis le début du XIXe siècle. Selon Hubert Massol, Boux de Casson lui a bien donné son accord pour que le commando puisse faire une étape dans son château[4], lui ayant déclaré avec enthousiasme que « son château était historique car il avait accueilli Richelieu, et qu'il sera doublement historique en accueillant Pétain et qu'il en était très honoré[4] ». Il aurait pris peur et serait parti en train à Paris la veille sans prévenir Massol. De son côté, Boux de Casson nie avoir jamais été au courant de cette opération[4],[20].

Au total, six personnes sont inculpées pour violation de sépulture : Hubert Massol, Pierre et Armand Garau, Michel Dumas, Solange Boche et François Boux de Casson.
Les principales personnalités judiciaires, policières et administratives chargées de l'affaire sont :
- Louis Calvet, juge d'instruction aux Sables-d'Olonne[12] ;
- Roger Hauret (1919-2015[21]), procureur de la République des Sables-d'Olonne[12] ; en 1980, alors procureur à Angoulême, il est chargé de l'enquête judiciaire sur l'enlèvement de l'industriel Michel Maury-Laribière[22] ;
- Roger Ninin (1919[23]-2004[24]), préfet de Vendée[12]. Il est nommé préfet de l'Ain en 1975[25] puis préfet hors cadre en 1979 ;
- Jacques Lenoir (1918-2008), préfet de Police de Paris[12]. Ancien résistant, ancien directeur des Renseignements généraux, il est par la suite directeur de la Police nationale ;
- Roger Poiblanc[26] (1921-2011), commissaire de police au 36, quai des Orfèvres, chargé de l'enquête à Paris. Il est déjà intervenu ou a été chargé de plusieurs affaires criminelles célèbres dont l'attentat du Petit-Clamart contre le général De Gaulle (1962)[27], l'arrestation du meurtrier Lucien Léger (1964)[27] ou l'enlèvement de Ben Barka (1965)[27]. En 1976, il est chargé de l'enquête sur l'assassinat du prince Jean de Broglie[27] et, en 1978, de celle sur l'enlèvement du baron Empain[27].

### Vidéographie
- On a volé le maréchal de Cédric  Condom, scénario de Jean-Yves  Le Naour, 2012, 52 min
- Qui a volé le cercueil de Pétain ? : texte et extraits d'archives de l'INA : Lire et voir sur le site de l'INA